# Ben Waltzer
Benjamin „Ben“ Waltzer (* 1971 in Lansing, Michigan) ist ein US-amerikanischer Musiker (Piano) des Modern Jazz.

## Leben und Wirken
Ben Waltzer besuchte die Interlochen Arts Academy. Anschließend schrieb er sich für ein Doppelstudium am New England Conservatory of Music ein, wo er bei Geri Allen, Bevan Manson und Jimmy Giuffre Unterricht hatte; ein weiteres Studium absolvierte er an der Tufts University. 1991 wechselte er an die Harvard University, um amerikanische Geschichte und Literatur zu studieren. Während seiner Zeit in Harvard schrieb er eine Arbeit über den Jazzhistoriker, Essayisten und Romancier Albert Murray. 1993 schloss er sein Studium mit Auszeichnung ab und erhielt den Harvard Braverman Award für herausragende künstlerische Leistungen.
Anschließend zog Waltzer nach New York, um sich dem Jazz zu widmen, und begann bald mit Musikern wie Bill McHenry, Reid Anderson, Jorge Rossy, Leon Parker, Chris Lightcap und Gerald Cleaver zu arbeiten. 1996 nahm er im Trio mit  Rossy und dem Anderson sein Debütalbum For Good für das Plattenlabel Fresh Sound New Talent auf. Anschließend lebte er eine Zeitlang in Barcelona, um Jazz zu spielen und zu unterrichten. Dort nahm er Jazz is Where You Find It: Live at Pipa Club mit Bill McHenry, dem Bassisten Alexis Cuadrado und dem Schlagzeuger Jo Krause auf. 2000 folgte das Album In Metropolitan Motion (Fresh Sound), das lobende Erwähnung in All About Jazz und JazzTimes fand.
Daneben war Waltzer als musikalischer Leiter von Isaac Mizrahis wöchentlichem Fernsehprogramm im Oxygen Network tätig, in dem auch regelmäßig auftrat. In der Show spielte er mit Jennifer Holiday, Huey Lewis, Valerie Harper, Lauren Ambrose, Dominic Chianese, Christine Ebersole, Bebe Neuwirth, Kristin Chenoweth und Lorraine Hunt-Lieberson. Des Weiteren tourte er mit der Sängerin Madeleine Peyroux. Ferner trat er in New York mit der Gregg August Group, dem Charles Owens Quartet und seinem Trio aus Matt Penman und Eric McPherson auf. Im Bereich des Jazz war er laut Tom Lord zwischen 1996 und 2019 an acht Aufnahmesessions beteiligt, auch mit Georgina Weinstein.
Waltzer ist Lehrbeauftragter für Jazz-Performance an der Columbia University, Dozent am Maine Jazz Camp und hat für The New York Times, JAZZIZ, das Newark Star Ledger und andere Publikationen über Jazz geschrieben. Er ist 2004 Preisträger des Chamber Music America New Works Grant und des CMA/ASCAP Award for Jazz Ensemble. Seit 2013 ist er Leiter des Programms  University of Chicago Careers in Journalism, Arts, and Media an der University of Chicago. Er lebt mit seiner Familie in Brooklyn.

## Diskographische Hinweise
- One Hundred Dreams Ago (Fresh Sound New Talent, 2003), mit Matt Penman, Gerald Cleaver
- Gerald Cleaver: Live at Firehouse 12 (Sunnyside, 2019)